# 葡萄贝
葡萄贝（学名：Staphylaea staphylaea）又稱鲨皮宝螺（Cypraea staphylaea），为宝贝科葡萄贝属的动物。分布于印度洋-太平洋暖水区，可見於台湾岛及中国大陆的广东、海南岛、西沙群岛、南沙群岛等地，属于暖水种。牠們一般栖息于潮间带低潮区、礁石块下面或稍深的珊瑚礁间。该物种的模式产地在毛里求斯岛。

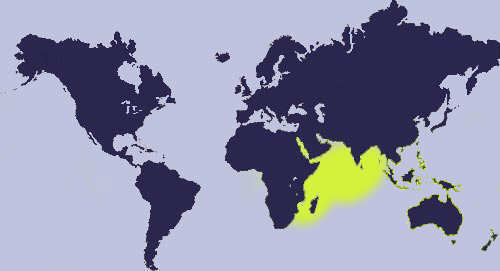
全世界的分佈區域（以黃色標示）